# Casa Tonda

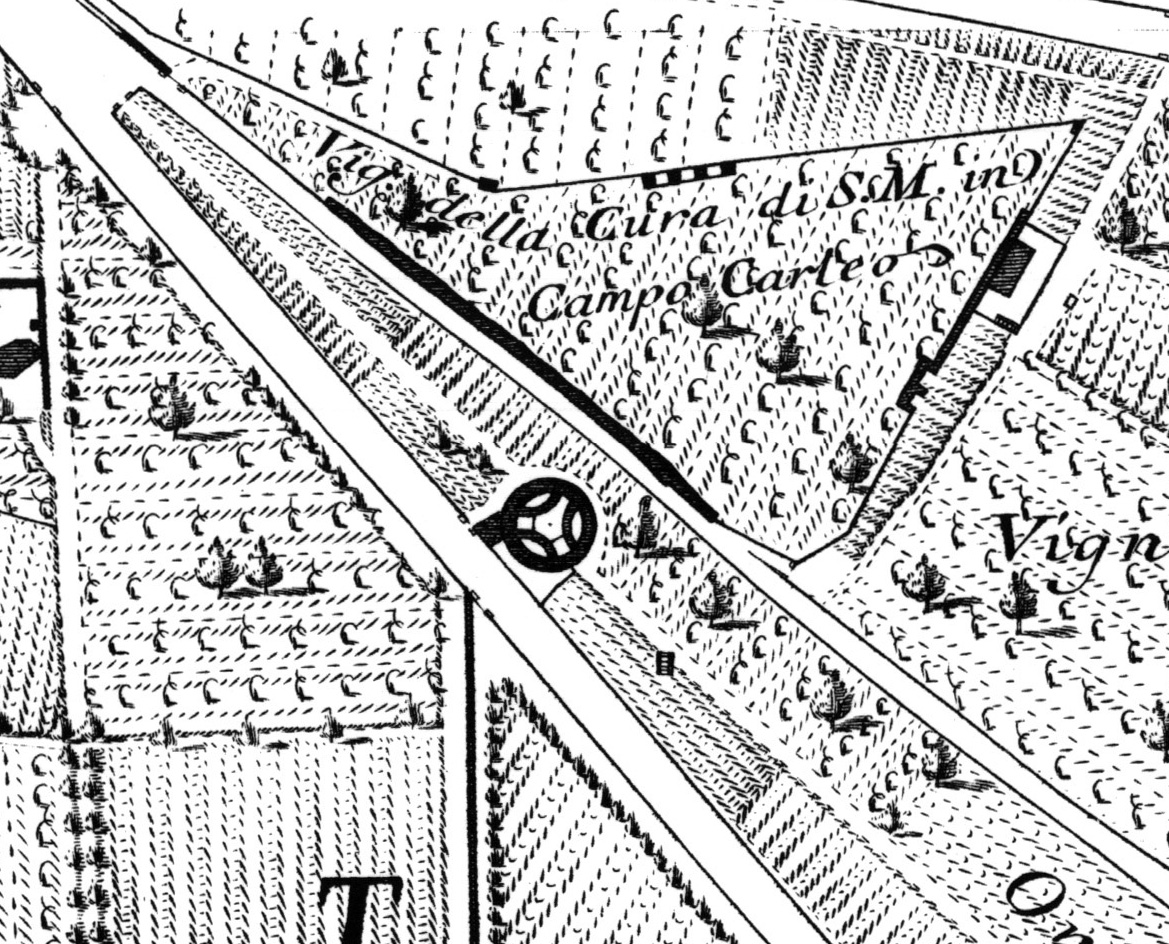
Casa Tonda no Mapa de Nolli (1748).

Casa Tonda era um mausoléu romano situado na Via Labicana no cume do monte Esquilino, no rione de mesmo nome de Roma, uma área que já foi parte dos Jardins Lamianos e hoje corresponde ao canto oriental da Piazza Vittorio Emanuele II. Foi demolido no final do século XIX e nada restou dele acima do nível da rua.

## História
Este monumento funerário, datado entre o final da época republicana e o início do império, ficava no eixo da Via Labicana-Prenestina, a cerca de 360 metros para fora da Porta Esquilina ("Arco de Galiano"). Em algum momento posterior, foi transformado em residência privada, perto do "Troféu de Mário".
A estrutura consistia em um tambor cilíndrico com 20 metros de diâmetro assentado sobre uma base quadrada com 24 metros de lado. Similar a outros mausoléus de grandes dimensões, a estrutura não era internamente sólida: duas paredes em formato de cruz completavam o interior.
A identidade do proprietário do sepulcro é desconhecida, mas Mecenas é um candidato plausível por causa da proximidade do Jardim de Mecenas e de testemunhos literários, que localizam em "extremis Esquiliis" o túmulo do poeta Horácio e do próprio Mecenas.
O mausoléu foi demolido em 1886 para permitir a abertura da Piazza Vittorio Emanuele II.
Em 1975, por ocasião de algumas escavações realizadas pela Soprintendenza Archeologica di Roma para a abertura da Linha A, foram evidenciadas as poderosas fundações em opera cementizia do mausoléu logo abaixo do atual nível do jardim da praça.